# Zetenwupe
Zetenwupe – polski zespół muzyczny wykonujący hip-hop. Powstał w 2008 roku z inicjatywy raperów Kajetana "Hade" Ostrowskiego i Adama "Mada" Fronczaka. Skład współtworzy ponadto DJ Lazy One.

## Dyskografia
Albumy
| Serwus                      | - Data: 21 września 2012 - Wydawca: brak (nielegal) | —  |
| Bejbo                       | - Data: 4 lipca 2015 - Wydawca: Alkopoligamia.com   | 18 |
| "—" album nie był notowany. |                                                     |    |

Inne
| Album                                    | Rok  | Utwór | Źródło |
| ---------------------------------------- | ---- | --- | ------ |
| Ryfa Ri - Puzzle                         | 2013 | "Baba" (gościnnie: Zetenwupe) | [ 3 ]  |
| Ten Typ Mes - Ten Typ Mes i Lepsze Żbiki | 2013 | "Wy!" (utwór dodatkowy - MP3) (gościnnie: Zetenwupe, Kuba Knap, Karwel)                                                                                                  | [ 4 ]  |
| Klaser Vol.1 (kompilacja)                | 2013 | Zetenwupe - "Okrągły horyzont" | [ 5 ]  |
| Kuban - Co za mixtape                    | 2014 | "Bez precedensu" (gościnnie: Kuba Knap, Zetenwupe) | [ 6 ]  |
| Klaser Vol.2 (kompilacja)                | 2014 | Szogun - "Chwast" (gościnnie: Ten Typ Mes, Gruby Józek, Zetenwupe, Karwel, DJ Black Belt Greg) R.A.U. - "Mordopląs" (gościnnie: Kuba Knap, Zetenwupe, Karwel, Bartekusa) | [ 7 ]  |

## Teledyski
| Tytuł                            | Rok  | Reżyseria                     | Album | Źródło |
| -------------------------------- | ---- | ----------------------------- | ----- | ------ |
| "Bejbo"                          | 2015 | Kamil "Tarniu" Tarnowski      | Bejbo | [ 8 ]  |
| "Nie miała"                      | 2015 | Julia Knap, Bartosz Mindewicz | Bejbo | [ 9 ]  |
| "Wisełka" (gościnnie: Kuba Knap) | 2015 | Bartosz Mindewicz             | Bejbo | [ 10 ] |
| "Kawka"                          | 2015 | Julia Knap, Bartosz Mindewicz | Bejbo | [ 11 ] |
| "Historyjka stulecia"            | 2015 | Ludwik Lis                    | Bejbo | [ 12 ] |